# Лауронен, Мартти
Мартти Лауронен (фин. Martti Lauronen; 15 октября 1913, Йоэнсуу, Куопиоская губерния — 4 июня 1987) — финский лыжник, чемпион мира.

## Карьера
На чемпионате мира 1938 года в команде вместе с Юсси Куриккалой, Паули Питкяненом и Клаэсом Карппиненом завоевал золотую медаль в эстафете, кроме того занял 5-е место в гонке на 50 км.
Других значимых достижений на международном уровне не имеет, в Олимпийских играх никогда не участвовал.